# Mai Kyokawa
Mai Kyokawa (京川 舞, Kyōkawa Mai, Omitama, 28 december 1993) is een Japans voetbalster die als aanvaller speelt bij INAC Kobe Leonessa.

## Carrière

### Clubcarrière
Kyokawa begon haar carrière in 2012 bij INAC Kobe Leonessa. Met deze club werd zij in 2012 en 2013 kampioen van Japan.

### Interlandcarrière
Kyokawa nam met het Japans nationale elftal O17 deel aan het WK onder 17 in 2010. Daar stond zij in alle zes de wedstrijden van Japan opgesteld en Japan behaalde zilver op de wereldkampioenschap.
Kyokawa maakte op 29 februari 2012 haar debuut in het Japans vrouwenvoetbalelftal tijdens een wedstrijd om de Algarve Cup tegen Noorwegen. Ze heeft vijf interlands voor het Japanse elftal gespeeld.

## Statistieken
| Japans vrouwenvoetbalelftal | Japans vrouwenvoetbalelftal | Japans vrouwenvoetbalelftal |
| Jaar                        | Wed.                        | Dlp.                        |
| --------------------------- | --------------------------- | --------------------------- |
| 2012                        | 2                           | 0                           |
| 2013                        | 0                           | 0                           |
| 2014                        | 0                           | 0                           |
| 2015                        | 3                           | 0                           |
| Totaal                      | 5                           | 0                           |